# Высокоурожайный сорт
Высокоурожа́йный со́рт сельскохозяйственных культур обычно характеризуются сочетанием следующих признаков в отличие от обычных сортов:
- Бо́льшая урожайность с площади (га)
- Карликовость
- Лучшая реакция на удобрения
- Высокая зависимость от орошения и удобрений
- Раннее созревание
- Стойкость ко многим заболеваниям
- Более высокое качество и количество произведенного урожая.

Наиболее важные высокоурожайные сорта выведены для пшеницы, кукурузы, сои, риса, картофеля и хлопка.
Высокоурожайные сорта становятся популярными в 1960-х и играют важную роль в зеленой революции, хотя их наследственные корни могут быть старше. [1]